# Скварявська сільська рада
| Скварявська сільська рада — колишній орган місцевого самоврядування у Золочівському районі Львівської області з адміністративним центром у с. Скварява. Історична дата утворення: в 1939 році. Сільській раді підпорядковані населені пункти: - с. Скварява - с. Стадня |

## Склад ради
Рада складається з 16 депутатів та голови.

### Керівний склад ради
| ПІБ                      | Основні відомості                                                                                            | Дата обрання | Дата звільнення |
| ------------------------ | --- | ------------ | --------------- |
| Падус Ігор Михайлович    | Сільський голова, 1959 року народження, освіта, член Всеукраїнського об'єднання «Батьківщина»                | 26.03.2006   | 01.12.2007      |
| Корчагін Надія Миронівна | Сільський голова, 1970 року народження, освіта, позапартійна                                                 | 16.03.2008   | 31.10.2010      |
| Кузьма Ігор Васильович   | Сільський голова, 1970 року народження, освіта середня спеціальна, член Всеукраїнського об'єднання «Свобода» | 31.10.2010   |                 |

Примітка: таблиця складена за даними джерела